# Paula Brooks
Tabitha Paula Brooks è un personaggio dei fumetti pubblicati dalla DC Comics. È una dei molti personaggi che utilizzano il nome di battaglia Tigress. Brooks comparve per la prima volta in Sensation Comics n. 68 come Tigress, cercando di aiutare il supereroe Wildcat a collezionare i suoi trofei di caccia. Successivamente, decise di diventare una criminale.

## Biografia del personaggio

### Pre-Crisi
Come Tigress, membro della Società dell'Ingiustizia, combatté contro la Justice Society of America. Durante questo periodo incontrò lo Sportsmaster originale, che successivamente sposò.
Prima della Crisi sulle Terre infinite, la Cacciatrice si batté contro Helena Wayne e fu sconfitta.
Si scoprirono uno Sportsmaster e una Tigress anche su Terra-1. Combatterono contro Batgirl e Robin in "Batman Family" e quindi si scontrarono contro i supereroi di Terra-1 ad una partita di baseball tra eroi e criminali. Quando gli eroi vinsero, la Cacciatrice e lo Sportmaster di Terra-1 furono riformati e non si videro più. Dopo la Crisi sulle Terre infinite, il criminoso duo cessò di esistere mentre le loro versioni della Golden Age divennero le versioni nel nuovo universo unificato.
Post-Crisi, Helena Wayne non esistette mai, così la battaglia non ebbe mai luogo. Si pensa che, invece, la battaglia tra Tigress e Sportsmaster contro Batgirl e Robin sia stata disputata. La partita di softball invece no.

### Post-Crisi
Tabitha Paula Brooks, è un'esperta assassina mercenaria col nome in codice di Tigress. Moglie del fortissimo mercenario Sportsmaster (Crusher Crock), i due ebbero una figlia Artemis Crock.
Tigress lavorò per anni sotto le dipendenze di Lex Luthor nella Società dell'Ingiustizia, finché durante uno scontro di opinioni tra lei e la violenta Cheetah (Barbara Minerva), le due si affrontarono in un combattimento violento.
Tabitha Paula rimase invalida e Artemis andò a vivere col padre.
Passarono gli anni e Artemis facendosi allenare dal padre divenne una eccellente combattente, ma con idee da giustiziera eroina, decise di passare al lato eroino abbandonando il padre.
Artemis trovò un nuovo mentore, Freccia Verde che l'addestrò e la fece diventare Artemis Arrow.
Artemis Arrow entrò nella Young Justice, un team formato dal primo Robin (Dick Grayson), Kid Flash (Wally West), Speedy (Roy Harper), Superboy (Conner Kent), Aqualad II (Kaldur'ahm) e Miss Martian (M'gann M'orzz/Megan Morse).
Gli anni nella Young Justice per Artemis furono stupendi, nacque anche un amore tra lei e Wally West.
Successivamente però tutto crollò, Wally West cominciò a frequentare Linda Park [che poi più avanti divenne sua moglie], suo padre Sportsmaster cominciò ad assillarla che la sua vita era destinata alla crimininalità e non all'eroismo.
Nel frattempo la madre Tabitha Paula venne contattata dal suo vecchio capo Lex Luthor, che donandole delle protesi artificiali di una lega non terrestre, diede a Tabitha una seconda possibilità di tornare alla sua vita.
Purtroppo per Tigress, il suo ritorno fu breve, durante uno scontro in una centrale contro Huntress (Helena Bertinelli), rimase uccisa.
Artemis decise di vendicarsi per la morte della madre prendendo il nome di Tigress II e giurò vendetta ad Huntress.

## Poteri
Brooks non ha superpoteri o tecnologia inusuale, ma utilizza vari stili di combattimento che rappresentano il mondo animale per commettere i suoi crimini.
Brooks è anche un'eccezionale balestriera, esperta nelle arti marziali e nel combattimento corpo a corpo, esperta nell'uso di armi bianche ed esperta in tecniche di assassinio e furtive. Tabitha Paula ha anche una grande conoscenza di vari veleni.

## Elseworld
Al di fuori della regolare continuità DC, James Robinson e Paul Smith presentarono Tigress nella miniserie del 1993 The Golden Age.
Nell'agosto 1948, a Paula Brooks fu data l'amnistia per i suoi crimini in cambio della sua alleanza alla nuova forza anti-comunista creata da Tex Thompson. Dopo aver saputo che Thomspon era in realtà il malvagio Ultra-Humanite, Brooks si unì ad altri eroi l'8 gennaio 1950 opponendosi a lui e ai suoi alleati.
Traumatizzata dalla morte del suo amante, Lance Gallant, e di alcuni amici come Miss America e di Sportmaster nel conflitto conseguente, Paula si ridiede al crimine e, nel 1955, si scoprì che "redasse la lista dei criminali più ricercati dell'F.B.I.".

## Altri media
- Tabitha Paula Brooks (come Tigress) ebbe un piccolo cameo nell'episodio "Aquaman's Outrageous Adventure" della serie animata Batman: The Brave and The Bold. La si vide in vacanza insieme alla sua famiglia, suo marito, Sportmaster, e sua figlia, Artemis Crock
- Appare come Tabitha Paula Galavan nella serie televisiva Gotham è interpretata da Jessica Lucas, e doppiata in italiano da Stella Musy. Nella serie, è la sorella di Theo Galavan, avido e pericoloso criminale. Si innamora di Barbara, la quale diventerà la sua amante. È un'esperta cecchina e assassina, infatti si occupa lei di eliminare potenziali nemici che possono ostacolare il piano del fratello. Tabitha ucciderà la madre di Oswald, lo stesso Oswald in conseguenza di ciò dichiarerà guerra ai Galavan con l'aiuto di Gordon; quest'ultimo farà uccidere Theo (dopo che Tabitha Paula gli aveva voltato le spalle) e lei prenderà il controllo della criminalità organizzata di Gotham con l'aiuto di Butch Gilzean. Aiuta Gordon e Bullock circa il caso di Theo, ma quest'ultimo la attaccherà, non riconoscendola, e la ferirà gravemente, motivazione che spingerà Butch ad allearsi con Oswald per uccidere Azrael. Aprirà in seguito con Barbara un locale, il Sirens. Dopo che Butch viene mostrato davanti a tutti, per mano di Nygma, di essere il capo della Banda Cappuccio Rosso, Tabitha lo aiuta a scappare in una casa a nord. Durante l'interrogatorio di Nygma su lei e Butch per il loro presunto coinvolgimento nella morte di Isabella, le verrà amputata una mano, in seguito ricucita. Nonostante il rancore con Edward, collaborerà con lui per prendere l'impero di Oswald.